# Falu Glasbruk
Falu Glasbruk etablerades 1873 av Gustaf de Laval som ett privat projekt vid sidan om sitt arbete för Stora Kopparbergs Bergslags AB. Företaget var ett buteljglasbruk. Tillverkningen skulle med en metod, utarbetad av honom själv, baserad på roterande kokiller i vilka buteljerna formades. Glasbruket låg i det som idag kallas kvarteret Glashyttan i Falun. De Lavals plan var att använda slagg som råvara till glastillverkningen men han misslyckades med det. “Hvilket oerhördt trassel med glasbruksbolaget i hvilket Du gav Dig in bra lättsinnigt” skrev Gustaf de Laval i sin dagbok. Gustaf de Laval lämnade Falun redan 1876. Falu Glasbruk hade då överlåtits till brukspatron Oskar Karlsson som drev det fram till 1883. Glasbruket hade som mest 32 arbetare och en glasmästare.